# Moritz Jahn
Moritz Glaser (Hamburgo, 17 de abril de 1995) más conocido como Moritz Jahn es un actor y músico alemán.

## Carrera
Moritz Jahn fue conocido como "Karol" en el programa para niños Die Pfefferkörner, en el cual él era el actor principal desde 2007 hasta 2009.   Su primer papel protagonista se produjo en 2010 en la película de televisión de dos partes ZDFtivi Prinz y Bottel. Moritz Jahn interpretó el doble papel de Calvin y Kevin. En 2011, Jahn protagonizó Der Himmel hat vier Ecken, en el cual él interpretó su primer papel teatral. Estuvo nominado para el Max-Ophüls Premio por su interpretación en Off-line–Das Leben ist kein Bonuslevel en 2016. En 2017 realizó un papel secundario en Bettys Diagnosticar, interpretando a un niño de 17 años que tiene problemas de salud. El mismo año  apareció en la serie de misterio Dark como Magnus Nielsen, el hijo rebelde de Ulrich Nielsen (interpretado por Oliver Masucci).

## Filmografía
- 2007–2008: Die Pfefferkörner (serie de televisión)
- 2010: Prinz und Bottel (película de televisión)
- 2011: Der Himmel hat vier Ecken (Película)
- 2011: Inga Lindström @– Dado Hochzeit meines Mannes (película de televisión)
- 2013: más Quieto Abschied (película de televisión)[4]
- 2014: Dado Schneekönigin
- 2016: Morgen hör ich auf (serie de televisión)
- 2016: Off-line @– Das Leben ist kein Bonuslevel
- 2017: Bettys Diagnostica (un episodio como Florian)
- 2017: Tod im Internat
- 2017: Tatort: Der Fall Holdt
- 2017-2020: Dark